# 木村穂花
木村 穂花（きむら ほのか、2007年3月9日 - ）は、日本の柔道選手。京都府出身。階級は63kg級。

## 経歴
洛南中学3年の時に全国中学校柔道大会の57kg級で3位になった。比叡山高校へ進むと、1年の時に金鷲旗で2位になった 。2年の時にはインターハイ個人戦63㎏級決勝で佐賀商業高校2年の清水優陸に敗れて2位、団体戦でも2位にとどまった。全国高校選手権の個人戦では決勝で清水を技ありで破って優勝すると、団体戦でも1年後輩の大井彩蓮などとともに活躍して優勝した。3年の時にはインターハイで優勝した。続く世界カデでは個人戦と団体戦でともに優勝を飾った。2025年には龍谷大学へ進学した。

## 戦績
- 2021年 -　全国中学校柔道大会　3位(57kg級)
- 2022年 -　金鷲旗　2位
- 2023年 -　インターハイ　個人戦　2位　団体戦　2位
- 2024年 -　全国高校選手権　個人戦　優勝　団体戦　優勝
- 2024年 -　スペインジュニア国際　3位
- 2024年 -　インターハイ　優勝
- 2024年 -　世界カデ　個人戦　優勝　団体戦　優勝
- 2024年 -　全日本ジュニア　5位
- 2024年 -　国スポ　2位
- 2025年 -　オーストリアジュニア国際　3位

(出典、JudoInside.com)